# Wir lieben die Stürme, die brausenden Wogen
Wir lieben die Stürme, die brausenden Wogen ist ein vierstrophiges Lied. Es wird der bündischen Jugendbewegung zugeordnet.

## Geschichte
Wer den Text verfasst und die Melodie komponiert hat, ist umstritten. Das Lied stammt vermutlich aus der Zeit um 1933 und wurde erstmals in dem Liederheft Lieder des Bundes unter dem Titel Piratenlied veröffentlicht. Im Vorwort steht: „Als Urheberangabe wird Landesmark Hessen, Horst Gießen genannt“ und im Vorwort wird dazu erklärend ausgeführt: „Unsere Lieder sind wohl von Einzelnen geschaffen, aber sie sind ohne die Gemeinschaft, in der diese standen, undenkbar. Deshalb haben wir mit Absicht keine Einzelnamen genannt, sondern nur die Gemeinschaft, aus der die Lieder hervorgingen.“
In dem Liederbuch der „Arbeitsmaiden“ von 1939, das vom NS-Reichsarbeitsdienst herausgegeben worden ist, wird Wilhelm Volk als Verfasser genannt. Auch das Handbuch deutsche Musiker 1933–1945 schreibt es ihm zu. Volk lebte von 1909 bis 1994 und war Musikpädagoge und Lehrer. Er besorgte die Zusammenstellung der Lieder des Bundes und hat wahrscheinlich auch das Vorwort verfasst. Der Ludwig Voggenreiter Verlag brachte 1939 die Lieder der Arbeitsmaiden heraus und betonte darin das Eigentumsrecht. In der Zeit des Nationalsozialismus wurde Wir lieben die Stürme nur vereinzelt in die Liederbücher aufgenommen. Eine größere Verbreitung erfuhr es in den 1950er Jahren auch durch die Mundorgel von 1953. Verschiedene Interpreten veröffentlichten seither Tonträger mit diesem Lied. Dem angeblichen Urheber Wilhelm Volk sind nach 1945 vermutlich keine Tantiemen zugeflossen. Das Lied Wir lieben die Stürme gilt als gemeinfrei.

## Text
Wir lieben die Stürme, die brausenden Wogen,

der eiskalten Winde rauhes Gesicht.

Wir sind schon der Meere so viele gezogen

und dennoch sank unsre Fahne nicht.

  Refrain: Heio, heio, heio, heioheioheioho, heiho, heioho, heiho

Unser Schiff gleitet stolz durch die schäumenden Wellen.

Es strafft der Wind unsre Segel mit Macht.

Seht ihr hoch droben die Fahne sich wenden,

die blutrote Fahne, ihr Seeleut habt acht!

  Refrain: Heio, heio, heio ...

Wir treiben die Beute mit fliegenden Segeln,

wir jagen sie weit auf das endlose Meer.

Wir stürzen auf Deck und wir kämpfen wie Löwen,

hei unser der Sieg, viel Feinde, viel Ehr!

  Refrain: Heio, heio, heio ...

Ja, wir sind Piraten und fahren zu Meere

und fürchten nicht Tod und Teufel dazu!

Wir lachen der Feinde und aller Gefahren,

am Grunde des Meeres erst finden wir Ruh!

  Refrain: Heio, heio, heio ...

## Rezeption
In der bündischen Jugendbewegung war die Sehnsucht nach gemeinsamem Erleben und Erfolg stark verbreitet. Um den Gemeinschaftssinn zu fördern, verherrlichten die Anhänger das Leben der Landsknechte, Piraten, fahrende Völker sowie deren Tun. „Unsere Fahne“ wird mehrfach besungen. Mit Fahnen signalisierten die Mitglieder der bündischen Jugend die Zugehörigkeit zu einem verschworenen Kreis. Dies wird auch im Text des Liedes verinnerlicht. Der Refrain wurde häufig sehr lautstark gesungen und hatte so vermutlich Anteil an der starken Verbreitung des Liedes.
Franz Schlosser schuf 1992 eine lateinische Übersetzung des bündischen Liedes. Die erste Strophe lautet:
Fluctus saevientes, ventos procellosos

diligimus valde. Qui transmisimus

océanos orbis terrarum undosos.

Sed numquam naufragio períimus.

  Refrain: Heio, heio, heio, heioheioheioho, heiho, heioho, heiho